# Дальнейшие указания
«Дальнейшие указания» (англ. Further Instructions) — третья серия третьего сезона американского телесериала «Остаться в живых». Во время премьеры в России эту серию показали второй, мотивируя тем, что она была снята производителями раньше серии «Стеклянная балерина» и что перед премьерой в США эти две серии поменяли местами. Это пятая серия Локка за сериал.

## Сюжет

### Воспоминания
После разрыва с Хелен Локк поселился в коммуне в Калифорнии. Однажды он подобрал автостопщика, молодого парня по имени Эдди. В пути их остановил полицейский и попросил Локка предъявить разрешение на оружие, хранящееся у него в багажнике. Когда оказалось, что все документы в порядке, полицейский хотел было оштрафовать Локка за то, что он взял автостопщика, но Эдди назвался его племянником, и всё обошлось. Пригласив Эдди пожить вместе с его новообретённой семьёй и поработать на природе, Локк за ланчем представил его двум главным членам коммуны — Майку и Джен. Спустя полтора месяца Эдди поинтересовался, что выращивают в парнике, куда его ни разу не пускали. Локк пообещал переговорить с Майком и Джен о том, можно ли Эдди узнать этот секрет. Далее в парнике, где, как оказалось, растёт конопля, Майк и Джен готовились к отъезду. На вопрос Локка, что произошло, они ответили, что Эдди на самом деле служит в полиции и на протяжении этих полутора месяцев собирал на них компромат. Испугавшись, что он может потерять семью, Локк повёл своего подопечного на охоту, решив убить его. Он уже готов был выстрелить, когда Эдди попытался урезонить его, сказав, что Локк не убийца. На это Локк ответил, что он охотник. Однако нажать на спусковой крючок он так и не смог и отпустил Эдди.

### События
После взрыва бункера Локк очнулся в лесу. Он увидел Десмонда, убегающего голым в заросли, а потом на него сверху упал посох мистера Эко. Затем Локк вернулся в лагерь. Первое время он не мог говорить и общался при помощи записок, так как от взрыва бункера он временно потерял дар речи. Вместе с Чарли они построили на месте церкви мистера Эко баню. Приняв растительный галлюциноген, Локк скрылся в бане, и там ему явилось видение. Проводником Локка стал Бун. Он предупредил, что в этом путешествии ему необходимо передвигаться в инвалидном кресле, и Локк согласился. Вдвоем они перенеслись в аэропорт Сиднея, где, по словам юноши, находился некто, нуждающийся в помощи Локка. Они увидели героев сериала — Чарли, Клер и Аарон стояли вместе, словно были одной семьёй; Джин и Сун спорили друг с другом, Саид им куда-то указывал; Херли продавал билеты за стойкой, вводя в компьютер проклятые цифры; Кейт и Сойер шли вместе; Бен в форме работника службы безопасности проверял Джека металлодетектором, а Десмонд ехал по эскалатору в форме пилота со стюардессами. Далее Бун исчез и появился на вершине эскалатора. Добравшись до него, Лок увидел окровавленный посох мистера Эко. Внешность Буна к тому времени тоже изменилась — он покрылся кровью, став таким, каким был перед смертью. После этого видения к Локку вернулась способность говорить.
Выйдя из бани, Локк вместе с Чарли отправился на поиски мистера Эко. По пути они нашли его крест и следы, свидетельствующие о том, что Эко утащил белый медведь. Далее им навстречу вышел Херли. Он рассказал о том, что Другие пленили Джека, Сойера и Кейт, а его самого отправили передать послание в лагерь. Поняв, что медведь утащил Эко в пещеру, Локк начал пробираться внутрь. Его оружием стали лак для волос и зажигалка. В пещере он нашёл скелет в истлевшей одежде с логотипом бункера «Жемчужина», а затем и окровавленного мистера Эко, лежавшего на полу. Когда медведь набросился на него, Локк поджёг струю лака из баллончика и опалил его, после чего вытащил чернокожего наружу. Тем временем Хёрли возвращался в лагерь. Встретив голого Десмонда, он дал ему футболку прикрыться. Тот рассказал, что очнулся в лесу голым, и поведал о предшествующих событиях — о том, как повернул ключ и станция взорвалась, после чего небо стало фиолетовым. Толстяк в ответ рассказал о судьбе своих товарищей, но Десмонд успокоил его, сообщив, что Локк уже объявил о своём решении отправиться к ним на помощь. Хёрли удивился, так как Локк узнал о похищении всего несколько минут назад.
Между тем Чарли ушёл за водой, чтобы напоить мистера Эко, а Локк извинился перед чернокожим. Он принял вину за взрыв на себя, сказав, что не стоило препятствовать Эко нажимать кнопку. Вернувшись в лагерь, они рассказали спасшимся, что Джек не вернется, так как попал в плен к Другим. Клер заволновалась о судьбе Джина, Сун и Саида, но Локк утешил её, сказав, что отправится к ним на помощь. Так стало известно, что Десмонд получил способность видеть будущее, когда Локк произнёс речь, которую тот предвидел.

## Интересные факты
- В воспоминаниях Лока Эдди носит футболку с названием группы Geronimo Jackson. Ранее она упоминалась в «Отряде охотников» (11-я серия 2-го сезона), когда Чарли и Херли слушали записи из коллекции пластинок в бункере «Лебедь».
- Когда Лок сообщил Чарли, что хочет поговорить с островом, тот решил, что речь идет о деревьях, и назвал их хорошими собеседниками. Вероятно, это отсылка к трилогии Питера Джексона «Властелин колец», в которой персонаж Доминика Монагана (исполнителя роли Чарли в сериале) беседовал с Энтами.[2]
- Впервые нам показывают и сообщают имена двух выживших — Никки и Пауло.